# 山西健一郎
山西 健一郎（やまにし けんいちろう、1951年2月25日- ）は、日本の経営者。三菱電機社長、会長を務めた。大阪府出身。

## 来歴・人物
1975年に京都大学工学部を卒業し、同年に三菱電機に入社。2006年に常務に就任し、2010年4月には社長に就任。社長在任時には、メキシコでの自動車部品工場の建設やブラジルの昇降機メーカーの買収などの新興国での事業強化に取り組み、2014年3月には売上高を4兆円近くまでに伸ばした。2014年4月に会長に就任。2018年4月に取締役相談役に就任。日本経済団体連合会副会長や日本テニス協会会長も務めた。